# Monflorite-Lascasas
Monflorite-Lascasas  es un municipio de la Hoya de Huesca, en la provincia de Huesca, Aragón, España.

## Historia
1960-1970 se fusionan Monflorite y Lascasas para formar el nuevo municipio de Monflorite-Lascasas, con la capitalidad municipal en Monflorite.

## Administración y política
| Período           | Alcalde                   | Partido |  |
| ----------------- | ------------------------- | ------- |  |
| 1979 - 1999       | Carlos Camparolas Liesa   | PSOE    |  |
| 1999 - 2003       | Rafael Anzano Ayerbe      | PP      |  |
| 2003 - 2015       | Pedro Antonio Salas Parra | PSOE    |  |
| 2015 - 2019       | Beatriz Calvo Lasierra    | PSOE    |  |
| 2019 - Actualidad | Jesús Manuel López Ateza  | PAR     |  |

| Partido político    | Partido político                                   | 2003   | 2007   | 2011   | 2015   | 2019   |
| Partido político    | Partido político                                   | Ediles | Ediles | Ediles | Ediles | Ediles |
|                     | Partido de los Socialistas de Aragón (PSOE-Aragón) | 4      | 4      | 4      | 4      | 3      |
|                     | Partido Aragonés (PAR)                             | —      | —      | 1      | 2      | 4      |
|                     | Partido Popular de Aragón (PP)                     | 1      | 1      | 2      | 1      | —      |
|                     | Chunta Aragonesista (CHA)                          | —      | 0      | —      | —      | —      |
| Total de concejales | Total de concejales                                | 5      | 5      | 7      | 7      | 7      |

## Demografía
Monflorite-Lascasas cuenta con una población de 490 habitantes (INE 2024).
| Gráfica de evolución demográfica de Monflorite-Lascasas entre 1970 y 2021 |
| |
| Población de derecho según los censos de población del INE Población de hecho según los censos de población del INEEntre el censo de 1970 y el anterior, aparece este municipio porque se fusionan los municipios Lascasas y Monflorite |

## Monumentos

### Monumentos religiosos
- Iglesia parroquial (neoclásica) dedicada a San Ramón Nonato
- Ermita de Ntra. Sra. de los Dolores, forma parte de los restos de la iglesia de un antiguo convento de mercedarios que hubo en el lugar desde 1264.[12]
- Iglesia dedicada a San Bartolomé (Lascasas)

### Monumentos civiles
- Torre señorial de los López de Gurrea (Siglo XV)

La propiedad de esta torre medieval fue cedida al Ayuntamiento de Monflorite por la duquesa de Villahermosa. Los condes de Ribagorza, antepasados de los duques de Villahermosa, heredaron la torre de Monflorite a finales del siglo XV por el matrimonio entre Doña María López de Gurrea, llamada la Rica Hembra, y Don Juan de Aragón, hijo del Duque de Villahermosa, Conde de Ribagorza y luego Duque de Luna. La torre estuvo en posesión de los Duques de Villahermosa hasta finales de los años 1970s en que la cedió la Duquesa, Dª. Pilar Azlor de Aragón.

## Deportes
- Escuela de vuelo sin motor

## Fiestas
- Día 31 de agosto, en honor a san Ramón Nonato.